# Геніївка
Гені́ївка — село в Україні, у Слобожанській міській громаді Чугуївського району Харківської області. Населення становить 2788 осіб.

## Географія
Село Геніївка знаходиться на лівому березі річки Гнилиця ІІІ, яка через 5 км впадає в річку Сіверський Донець (ліва притока), на протилежному березі розташоване село Шелудьківка, примикає до селища Українське, на відстані 1 км — село Курортне. Русла річок сильно заболочені, утворюють лимани й озера, у тому числі озеро Чорничне і озеро Біле. Поруч із селом кілька залізничних станцій — Будинок Відпочинку (1 км), Занки (3,5 км), Платформа 7 км (1 км). До села примикає невеликий лісовий масив (сосна).

## Історія
Село засноване в 1666 році.
У 1838 році село було перенесено на нове місце
За даними на 1864 рік у казенному селі Шелудківської волості Зміївського повіту, мешкало 2983 особи (1477 чоловічої статі та 1506 — жіночої), налічувалось 524 дворових господарств, існувала православна церква.
Станом на 1914 рік кількість мешканців зросла до 3405 осіб.
Село постраждало внаслідок геноциду українського народу, вчиненого урядом СРСР у 1932—1933 роках, кількість встановлених жертв — 257 людей.
У 1945 р. в Геніївку були переселені лемки з сіл Святкова Велика і Святкова Мала.

## Економіка
- Молочнотоварна ферма.
- Теплиці.
- Фермерське господарство.

## Об'єкти соціальної сфери
- Дитячий садок.
- Школа.
- Стадіон.
- Фельдшерсько-акушерський пункт.

## Важливо: для мандрівників
Не плутати зупинний пункт Геніївка і село Геніївка, вони знаходяться на різних берегах Сіверського Дінця і між ними пішки 22,4 км, а на авто — 26 км.

## Постаті
- Наконечний Ігор Олександрович (1988—2019) — старший солдат Збройних сил України, учасник російсько-української війни.
- Протопопов Іван Іванович (1907—1944) — радянський військовик часів Другої світової війни, командир взводу 415-го стрілецького полку 1-ї стрілецької дивізії, старший лейтенант. Герой Радянського Союзу (1945).